# 三列雙線䲁
三列雙線䲁（學名：Enneapterygius triserialis），為輻鰭魚綱䲁形目三鰭䲁科雙線䲁屬的一個種，是由Ronald Fricke於1994年所描述，分布於西南太平洋區，從澳洲東部到新喀里多尼亞、萬那杜、東加、斐濟、美屬薩摩亞和法屬玻里尼西亞海域，深度0至17公尺，本魚體型小呈圓柱狀，眼眶上具有觸鬚，頸背無觸鬚，雌魚呈白色，有細小的黑點，帶有網狀紅色或棕色圖案，將白色分隔成2-3排縱行的斑點；雄魚顏色相似但通常較暗，背鰭3個，雄魚第一背鰭第一棘高於第二背鰭第一棘；雌魚第一背鰭比第二背鰭短不到50%，背鰭硬棘14-17枚、背鰭軟條7-11枚、臀鰭硬棘1枚、臀鰭軟條17-21枚，體長可達4.5公分，棲息在珊瑚礁，雌魚產附著性卵在藻類築的巢，雄魚會守護卵，幼魚為浮游性，生活習性不明。